# 2호선 플랫폼에서
《2호선 플랫폼에서》는 1997년 4월 4일에 MBC에서 방영한 베스트극장이다.

## 줄거리
지하철에서 신문을 파는 영호(홍경인 분)와 동진(권오중 분)은 같은 고아원 출신이다. 어렵지만 희망을 잃지 않는 영호와 세상을 비관하는 동진. 수많은 인간 군상속에서의 작아져만 가는 인간의 소외감과 작은 것에도 감사하는 인간의 양면성을 그린 드라마다.

## 등장 인물

### 주요 인물
- 홍경인 : 영호 역 (아역 김정우)
- 권오중 : 동진 역 - 영호의 친구, 소매치기, 유흥업소 호객꾼
- 안연홍 : 영은 역 (아역 유현지)
- 김현수 : 희정 역 - 동진의 애인, 지하철 가판대 직원

### 그 외 인물
- 전민혜
- 박윤배 : 영호 아빠 역
- 김홍석 : 영은의 양아버지 역
- 오현섭 : 중국집 사장 역
- 최성철
- 차주옥 : 영호 어린 시절 이웃사람 역
- 윤예희 : 영은의 양어머니 역
- 황진영
- 한선주

### 우정출연
- 임호 : 동수 역